# ...And the Wings Embraced Us
...And The Wings Embraced Us es el primer álbum de la banda Lacrimas Profundere del género Death/Doom en el año 1995. Pese a que el disco no fue demasiado sentido dentro de la escena del Death/Doom, junto con The Gathering (en particular su primer álbum, Always) y Theatre of Tragedy (gracias a su disco homónimo), influyó profundamente en toda una generación de bandas del metal gótico. Fue una de las primeras bandas en mezclar el Death/Doom con elementos clásicos de gran variedad: piano, violín, flauta; además de contener en su concepto musical la combinación de la "voz de la Bella y la Bestia".
Pese a todo lo que significa lo anterior, Oliver Niklas ha declarado que este disco no es de su agrado y que merece una mejor producción.

## Lista de canciones
1. "Snow" – 7:44
2. "Perfume of Withered Roses" – 7:48
3. "Amorous" – 7:11
4. "Eternal Sleep" – 4:59
5. "Autumn Morning" – 7:56
6. "Embracing Wings" – 1:59[2]

## Repartición
- Oliver Nikolas Schmid - Guitarra líder
- Christopher Schmid - Voz
- Anja Hötzendorfer - Violín y voz femenina
- Eva Stöger - Flauta y teclado
- Markus Lapper & Steff Siegl - Bajo
- Christian Greisberger - Batería
- Manu Ehrlich - Guitarra rítmica

- Datos: Q1094304